# Gigantes de Adjuntas 2024
Questa voce raccoglie le informazioni riguardanti i Gigantes de Adjuntas nelle competizioni ufficiali della stagione 2024.

## Stagione
I Gigantes de Adjuntas partecipano al loro quarantesimo campionato di Liga de Voleibol Superior Masculino: si classificano al terzo posto in regular season nella sezione Isla, venendo poi eliminati ai quarti di finale dei play-off scudetto dai Changos de Naranjito.

## Organigramma societario
Area direttiva
- Presidente: Salvador Pérez

Area tecnica
- Primo allenatore: Juan Lacéٞn (fino a settembre), Adalberto Rodríguez (da settembre)

## Rosa
| N° | Nome                 | Ruolo | Data di nascita   | Nazionalità sportiva |
| -- | -------------------- | ----- | ----------------- | -------------------- |
| 1  | Luis Ruiz            | P     | 17 maggio 1993    | Porto Rico           |
| 2  | Cristian Encarnación | S     | 3 settembre 1993  | Porto Rico           |
| 3  | Alberto Meléndez     | S     | 20 agosto 1996    | Porto Rico           |
| 4  | Samuel Colón         | S     | 16 ottobre 1999   | Porto Rico           |
| 5  | Alejandro Irizarry   | C     | 29 luglio 2000    | Porto Rico           |
| 6  | Heriberto Maldonado  | C     | 5 dicembre 2002   | Porto Rico           |
| 8  | Richard Diedrich     | C     | 3 dicembre 1997   | Stati Uniti          |
| 9  | Roberto Pérez        | S     | 28 aprile 1995    | Porto Rico           |
| 10 | Joymar Arocho        | L     | 13 luglio 1995    | Porto Rico           |
| 11 | José Mulero          | L     | 25 ottobre 1991   | Porto Rico           |
| 11 | Erick Ramos          | S     | 16 marzo 1996     | Porto Rico           |
| 12 | Christian Burgos     | O     | 24 marzo 1996     | Porto Rico           |
| 15 | Francisco Pomar      | P     | 2 febbraio 2000   | Porto Rico           |
| 23 | William Rivera       | S     | 23 settembre 2000 | Porto Rico           |
| 24 | Nomar Galarza        | O     | 16 maggio 1998    | Porto Rico           |
| 28 | Luis Fraticelli      | S     | 16 luglio 1991    | Porto Rico           |

## Mercato
| Acquisti                               | Acquisti             | Acquisti         | Acquisti   |
| R.                                     | Nome                 | da               | Modalità   |
| -------------------------------------- | -------------------- | ---------------- | ---------- |
| L                                      | Joymar Arocho        | -                | definitivo |
| C                                      | Richard Diedrich     | -                | definitivo |
| S                                      | Cristian Encarnación | Mets de Guaynabo | definitivo |
| S                                      | Luis Fraticelli      | -                | definitivo |
| C                                      | Alejandro Irizarry   | -                | definitivo |
| S                                      | Alberto Meléndez     | ?                | definitivo |
| L                                      | José Mulero          | -                | definitivo |
| P                                      | Francisco Pomar      | -                | definitivo |
| Trasferimenti nel corso della stagione |                      |                  |            |
| S                                      | Erick Ramos          | -                | definitivo |

| Cessioni                               | Cessioni        | Cessioni              | Cessioni   |
| R.                                     | Nome            | a                     | Modalità   |
| -------------------------------------- | --------------- | --------------------- | ---------- |
| O                                      | Joseph Cuevas   | Plataneros de Corozal | definitivo |
| P                                      | Carlos Faccio   | -                     | ritirato   |
| S                                      | Giovanni Llinas | -                     | ritirato   |
| C                                      | Amar Méndez     | Changos de Naranjito  | definitivo |
| L                                      | José Pacheco    | Changos de Naranjito  | definitivo |
| C                                      | Willy Varela    | Cafeteros de Yauco    | definitivo |
| Trasferimenti nel corso della stagione |                 |                       |            |
| L                                      | José Mulero     | Cafeteros de Yauco    | definitivo |

## Risultati

### LVSM

#### Regular season
| 1º agosto 2024 Coliseo Rafael Llull Pérez, Adjuntas         | Gigantes de Adjuntas     | 1 - 3 | Cafeteros de Yauco       | 25-18, 23-25, 20-25, 21-25        |
| 4 agosto 2024 Palacio de Recreación y Deportes, Mayagüez    | Indios de Mayagüez       | 0 - 3 | Gigantes de Adjuntas     | 21-25, 17-25, 20-25               |
| 9 agosto 2024 Coliseo Rafael Llull Pérez, Adjuntas          | Gigantes de Adjuntas     | 0 - 3 | Mets de Guaynabo         | 22-25, 22-25, 16-25               |
| 11 agosto 2024 Coliseo Rafael Llull Pérez, Adjuntas         | Gigantes de Adjuntas     | 1 - 3 | Changos de Naranjito     | 19-25, 28-30, 25-21, 20-25        |
| 16 agosto 2024 Coliseo Luis Aymat Cardona, San Sebastián    | Caribes de San Sebastián | 3 - 0 | Gigantes de Adjuntas     | 25-21, 25-22, 25-19               |
| 22 agosto 2024 Coliseo Rafael Llull Pérez, Adjuntas         | Gigantes de Adjuntas     | 3 - 1 | Indios de Mayagüez       | 25-19, 25-19, 24-26, 26-24        |
| 24 agosto 2024 Coliseo Carmen Zoraida Figueroa, Corozal     | Plataneros de Corozal    | 3 - 1 | Gigantes de Adjuntas     | 25-19, 21-25, 25-21, 27-25        |
| 31 agosto 2024 Coliseo Rafael Llull Pérez, Adjuntas         | Gigantes de Adjuntas     | 3 - 0 | Cafeteros de Yauco       | 25-23, 25-22, 25-15               |
| 6 settembre 2024 Coliseo Rafael Llull Pérez, Adjuntas       | Gigantes de Adjuntas     | 1 - 3 | Plataneros de Corozal    | 22-25, 16-25, 25-19, 18-25        |
| 8 settembre 2024 Palacio de Recreación y Deportes, Mayagüez | Indios de Mayagüez       | 2 - 3 | Gigantes de Adjuntas     | 19-25, 25-23, 25-20, 11-25, 10-15 |
| 12 settembre 2024 Coliseo Guillermo Angulo, Carolina        | Gigantes de Carolina     | 3 - 1 | Gigantes de Adjuntas     | 25-23, 25-19, 21-25, 25-16        |
| 14 settembre 2024 Coliseo Luis Aymat Cardona, San Sebastián | Caribes de San Sebastián | 3 - 0 | Gigantes de Adjuntas     | 25-17, 25-20, 30-28               |
| 20 settembre 2024 Coliseo Rafael Llull Pérez, Adjuntas      | Gigantes de Adjuntas     | 3 - 0 | Indios de Mayagüez       | 25-23, 25-21, 33-31               |
| 24 settembre 2024 Coliseo Mario Morales, Guaynabo           | Mets de Guaynabo         | 3 - 1 | Gigantes de Adjuntas     | 25-27, 25-15, 28-26, 28-26        |
| 26 settembre 2024 Coliseo Rafael Llull Pérez, Adjuntas      | Gigantes de Adjuntas     | 0 - 3 | Caribes de San Sebastián | 22-25, 23-25, 20-25               |
| 29 settembre 2024 Coliseo Raúl "Pipote" Oliveras, Yauco     | Cafeteros de Yauco       | 3 - 2 | Gigantes de Adjuntas     | 25-20, 22-25, 25-21, 19-25, 15-8  |
| 4 ottobre 2024 Coliseo Gelito Ortega, Naranjito             | Changos de Naranjito     | 3 - 0 | Gigantes de Adjuntas     | 25-23, 25-20, 25-18               |
| 12 ottobre 2024 Coliseo Rafael Llull Pérez, Adjuntas        | Gigantes de Adjuntas     | 1 - 3 | Gigantes de Carolina     | 25-23, 17-25, 15-25, 18-25        |
| 16 ottobre 2024 Coliseo Raúl "Pipote" Oliveras, Yauco       | Cafeteros de Yauco       | 3 - 1 | Gigantes de Adjuntas     | 25-19, 19-25, 25-18, 25-19        |
| 18 ottobre 2024 Coliseo Rafael Llull Pérez, Adjuntas        | Gigantes de Adjuntas     | 1 - 3 | Caribes de San Sebastián | 16-25, 17-25, 25-20, 19-25        |

#### Play-off
| Quarti di finale (gara 1) - 23 ottobre 2024 Coliseo Gelito Ortega, Naranjito     | Changos de Naranjito | 3 - 1 | Gigantes de Adjuntas | 20-25, 25-23, 25-22, 25-13 |
| Quarti di finale (gara 2) - 25 ottobre 2024 Coliseo Rafael Llull Pérez, Adjuntas | Gigantes de Adjuntas | 0 - 3 | Changos de Naranjito | 19-25, 20-25, 23-25        |
| Quarti di finale (gara 3) - 27 ottobre 2024 Coliseo Gelito Ortega, Naranjito     | Changos de Naranjito | 3 - 1 | Gigantes de Adjuntas | 21-25, 25-17, 25-14, 25-17 |

## Statistiche

### Statistiche di squadra
| Competizione | Punti | In casa | In casa | In casa | In trasferta | In trasferta | In trasferta | Totale | Totale | Totale |
| Competizione | Punti | G       | V       | P       | G            | V            | P            | G      | V      | P      |
| ------------ | ----- | ------- | ------- | ------- | ------------ | ------------ | ------------ | ------ | ------ | ------ |
| LVSM         | 15    | 11      | 3       | 8       | 12           | 2            | 10           | 23     | 5      | 18     |
| Totale       | -     | 11      | 3       | 8       | 12           | 2            | 10           | 23     | 5      | 18     |

G = partite giocate; V = partite vinte; P = partite perse

### Statistiche dei giocatori
Dati non disponibili.